# Bataille de la tête de pont de Narva
Front de l'Est de la Seconde Guerre mondiale
 (Bataille de Narva)
Batailles
- Kingisepp–Gdov
- Narva (1re offensive
- 2e offensive
- 3e offensive
- 4e offensive
- 5e offensive)
- Bombardements de Tallinn
- Auvere
- Ligne Tannenberg
- Tartu
- Tallinn
- Porkuni
- Moonsund
- Tehumardi

La bataille de la tête de pont de Narva (estonien : Narva lahingud ; allemand : Schlacht um den Brückenkopf von Narva ; russe : Битва за плацдарм Нарва) est une campagne militaire s'étant déroulée du 2 février au 26 juillet 1944 qui a opposé l'armée allemande à l'armée rouge dans les environs de la ville de Narva. Ce fut la première phase de la bataille de Narva menée sur le front de l'Est pendant la Seconde Guerre mondiale, la deuxième phase étant la bataille de la ligne Tannenberg.
Un certain nombre d'unités volontaires de la Waffen-SS de Norvège, du Danemark, des Pays-Bas et de Belgique ont combattu du côté allemand. Plusieurs auteurs occidentaux traitant des unités nationales étrangères surnomment la campagne comme la « bataille des SS européens». Les conscrits estoniens impliqués se sont battus pour défendre leur pays contre la réoccupation soviétique imminente.
L'offensive soviétique estonienne fait suite à l'offensive Leningrad-Novgorod. Son objectif vise à reconquérir l'Estonie, annexée par l'Union soviétique en 1940,. Bien que Narva n'ait pas été la direction principale des offensives soviétiques sur le front oriental en 1944, la mer Baltique semblait le moyen le plus rapide pour Joseph Staline de mener les batailles sur le sol allemand et prendre le contrôle de la Finlande,.
L'offensive soviétique estonienne a calé après avoir sécurisé plusieurs têtes de pont sur le fleuve Narva et fait face à la ligne Wotan allemande. Les violents combats qui ont débuté en février s'achèvent finalement fin avril. Avec l'offensive de Narva, du 24 au 30 juillet 1944, l'Armée rouge capture la ville de Narva, alors que les troupes allemandes se replient à 16 kilomètres au sud-ouest pour continuer le combat sur leurs positions préparées. Les forces allemandes réussissent à bloquer l'avancée soviétique vers les ports de la Baltique pendant près de six mois en raison de la nature du terrain et de la résistance des troupes internationales.

## Contexte
La percée de l'isthme de Narva situé entre le golfe de Finlande et le lac Peïpous est d'une importance stratégique majeure pour les forces armées soviétiques. Le succès de l'opération estonienne aurait permis d'avancer sans entrave le long de la côte jusqu'à Tallinn, forçant le groupe d'armées Nord à s'échapper d'Estonie par crainte d'être assiégé. Pour la flotte de la Baltique, piégée dans une baie orientale du golfe de Finlande, Tallinn est la sortie la plus proche de la mer Baltique. L'expulsion du groupe d'armées Nord d'Estonie aurait fait du sud de la Finlande l'objet d'attaques aériennes et amphibies provenant de bases estoniennes.
Le retrait du groupe d'armées Nord des environs de Leningrad fait comprendre aux commandants finlandais qu'il pourrait être bientôt trop tard pour entamer des négociations avec l'Union soviétique. Le 31 janvier 1944, le général maréchal Keitel envoya une lettre au commandant en chef finlandais Mannerheim, affirmant que la retraite du groupe d'armées Nord vers la ligne Panther ne constituait aucun danger pour la Finlande. Le maréchal Mannerheim ne partagea pas cet optimisme, exprimant sa crainte que la route de Narva ne soit ouverte non seulement à l'Estonie, mais aussi à la Finlande. Alors que la situation allemande empirait sur le front de Narva, le président finlandais Juho Kusti Paasikivi reçoit les termes de paix de Staline le 8 février. Cependant, la Finlande reste dans la guerre. Pour séparer la Finlande de l'Allemagne et rendre sa défense désespérée, Staline avait besoin de conquérir l'Estonie,. Staline espérait qu'une percée à Narva obligerait la Finlande à signer rapidement un traité de paix,. La perspective d'une invasion de la Prusse-Orientale par l'Estonie attira encore plus le commandement principal soviétique, car elle semblait amener la résistance allemande à un effondrement. Staline donna un ordre bref et clair au Front de Léningrad le 14 février:

« Il est obligatoire que nos forces s'emparent de Narva au plus tard le 17 février 1944. C'est essentiel à la fois pour des raisons militaires et politiques. Il s'agit de l'objectif le plus important en ce moment. J'exige que vous preniez toutes les mesures nécessaires pour libérer Narva au plus tard dans le délai indiqué. »

— Joseph Staline
Avec le succès tactique du groupe d'armées Narwa fin février, mars et avril, la Finlande met fin aux négociations avec l'Union soviétique le 18 avril.

### Terrain du champ de bataille
La ville de Narva est située le long du fleuve du même nom. Il s'étend du lac Peïpous vers le Nord jusqu'au golfe de Finlande. Le couloir de terre du lac Peïpous à la côte est d'environ quarante cinq kilomètres de large, créant un goulet d'étranglement naturel pour les opérations militaires. Le terrain est principalement de faible altitude, les zones les plus élevées étant d'environ 100 mètres d'altitude. Une grande partie du territoire est marécageuse et coupée par de nombreux cours d'eau, tandis que d'autres zones sont fortement boisées. Cette combinaison d'aspects signifie que la terre est dans l'ensemble bien adaptée à la défense, car les cours d'eau, les marécages et les forêts ont tendance à canaliser les mouvements d'une force attaquante.

## Formation de têtes de pont
Le 14 janvier 1944, les fronts de Volkhov et de Léningrad lancent des opérations visant à forcer le groupe d'armées Nord du maréchal allemand Georg von Küchler à quitter ses positions près d'Oranienbaum. Le troisième jour de l'offensive, les Soviétiques percent les lignes allemandes et poussèrent vers l'Ouest. Le 109e corps de fusiliers capture Kingissepp le 1er février. Le IIIe SS-Panzerkorps de l'Obergruppenführer Felix Steiner mène une action d'arrière-garde jusqu'à atteindre la rive Est de la Narva. Le groupe d'armées d'Otto Sponheimer fait exploser la glace sur la section Sud de 50 kilomètres de la Narva, du lac Peïpous au marais de Krivasoo. Au nord de la ville, le 4e régiment de fusiliers soviétiques atteint la Narva, établissant une petite tête de pont le 2 février 1944,. Les combats à l'Est de Narva avaient laissé un grand nombre de troupes allemandes bloquées du mauvais côté du front. Simultanément, le 122e corps de fusiliers traverse la rivière au Sud de la ville dans la colonie de Vääska, établissant une tête de pont dans le marais de Krivasoo à 10 kilomètres au Sud de la ville de Narva.

### Tête de pont d'Ivangorod
Le plus gros de l'attaque soviétique était là où les Allemands s'y attendaient le moins — le IIIe SS-Panzerkorps, étant positionné à l'Est de la ville stratégiquement importante de Narva et tenant la tête de pont allemande sur la rive opposée. Le corps est principalement composé de formations de volontaires SS. Les Hollandais de la 4e SS Freiwilligen Panzergrenadier Brigade Nederland et les diverses nationalités de la 11e SS Freiwilligen Panzergrenadier Division Nordland établissent des positions frénétiquement le long de ce deviendra la ligne Narva. La ligne défensive s'étend sur onze kilomètres, du domaine de Lilienbach à deux kilomètres au Nord-Est du pont routier sur la Narva, jusqu'à la colonie de Dolgaya Niva à trois kilomètres au Sud, en saillie vers l'Est depuis le fleuve. La brigade Nederland défend la moitié nord de la tête de pont tandis que la 11e division Nordland tient le flanc sud. Les quatre divisions soviétiques du 43e et du 109e corps de fusiliers les attaquent le long de l'autoroute et du chemin de fer. La brigade Nederland, le 1er bataillon de la 24e régiment de Panzergrenadier Danmark, et l'artillerie allemande infligent de lourdes pertes à l'Armée rouge, qui échoue à atteindre son objectif opérationnel de détruire la tête de pont.

### Tête de pont de Krivasoo dans la première quinzaine de février
Dans le marais de Krivasoo, à dix kilomètres au Sud de Narva, le 1078e régiment soviétique et le bataillon de ski de la 314e division de fusiliers traversent le fleuve sous une lourde attaque aérienne et d'artillerie allemande en quatre heures. Malgré la résistance du 29e bataillon de police estonien, la 314e division de fusiliers s'approche de la gare d'Auvere à 10 kilomètres à l'ouest de Narva, menaçant de couper la voie ferrée derrière le IIIe SS-Panzerkorps et les deux unités de la taille d'une division du groupe d'armées Narwa. L'auteur soviétique Fyodor Paulman décrit les batailles pour la gare d'Auvere comme féroces, causant de graves pertes à la 314e division de fusiliers. Deux régiments de la 125e division de fusiliers sont envoyés pour les aider. Les unités soviétiques renouvelées capturent le passage à niveau près de la gare d'Auvere le 6 février, le perdant le même jour sous le feu de l'artillerie côtière allemande. Dès lors, les forces soviétiques resteront passives en direction d'Auvere, laissant au groupe d'armées Narwa un temps précieux pour reprendre des forces,.

### Têtes de pont d'Omuti, Permisküla et Gorodenka au Sud
Deux pelotons soviétiques du 147e régiment de fusiliers se portent volontaires pour traverser le fleuve vers les colonies d'Omuti, Permisküla et Gorodenka à quarante kilomètres au Sud de Narva le 2 février. La zone est défendue par le 30e bataillon de police estonien. La défense est construite dans un ensemble de petites têtes de pont sur la rive Est, apparaissant aux Soviétiques comme un système de défense soigneusement préparé devant la ligne de défense principale. Repoussé pour la première fois, le quartier général soviétique met quelques heures à préparer l'attaque des 219e et 320e régiments de fusiliers. Les Estoniens se replient sur leur rive lors des attaques soviétiques, arrêtant l'avancée de l'Armée rouge et causant de lourdes pertes. Malgré l'héroïsme des commandants soviétiques, seul un petit peloton commandé par le lieutenant Morozov parvient à fortifier sur la rive ouest.

## Difficultés soviétiques en février
Les opérations soviétiques s'accompagnent de problèmes majeurs d'approvisionnement, car les principales liaisons de transport avaient été en grande partie détruites par les Allemands et les quelques routes restantes étaient menacées par le dégel. L'autre échec repose dans le renseignement, car toutes les troupes partisanes soviétiques envoyés en Estonie ont été détruites. Dans son rapport du 8 février, le Conseil de guerre du front de Leningrad juge insatisfaisantes les préparatifs du débarquement de l'autre côté du fleuve Narva :

« La reconnaissance est inorganisée dans l'armée ; dans les corps et les divisions, il n'y a aucune décision concrète sur l'ordre de bataille et l'alignement des batteries ; la question des chars traversant le fleuve et menant le combat sur la rive gauche est non résolue ; il n'y a aucun de schémas préparés de soutien technique pour les attaques. L'armée (...) manque de plan pour la défense anti-aérienne ; (...) »

Les 98e et 131e divisions blindées soviétiques établissent une tête de pont sur la rive Ouest près de la colonie de Siivertsi plus au nord de Narva le 12 février. La tête de pont deviendra bientôt la position la plus critique sur tout le front de Narva. Si les Soviétiques y réussissaient, la ville de Narva tomberait rapidement et la tête de pont de Narva sur la rive Est de la rivière serait coupée. Toutes les unités disponibles furent lancées contre la tête de pont de Siivertsi.

### Première attaque des forces principales soviétiques
Jusqu'à la deuxième semaine de février, les deux armées du front de Léningrad n'avaient déployé que des éléments d'avant-garde,. Le général d'armée Leonid Govorov du front de Léningrad ordonne à la 2e armée de choc de percer la ligne de défense allemande au nord et au sud de la ville de Narva, de déplacer le front de cinquante kilomètres vers l'Ouest et de continuer vers la ville de Rakvere. L'artillerie de la 2e armée de choc ouvre le feu sur toutes les positions allemandes le 11 février. Le 30e corps de fusiliers de la Garde, une unité d'élite habituellement utilisée pour franchir les lignes de défense, rejoint les unités soviétiques qui tentent de s'emparer de la station d'Auvere. Les tirailleurs de la garde élargissent la tête de pont à dix kilomètres le long du front. Les restes des 227e et 170e divisions allemandes se replient,. Le général de division Romancov ordonne un assaut à la colonie d'Auvere par l'armée de l'air et l'artillerie le 13 février, la 64e division de fusiliers de la garde s'emparant du village lors d'une attaque surprise. À un demi-kilomètre à l'Ouest de la gare d'Auvere, le 191e régiment de fusiliers de la Garde coupe la voie ferrée à deux kilomètres de l'autoroute de Tallinn, qui était la dernière issue pour le groupe d'armées Narwa, mais sera repoussé par la 170e division d'infanterie et le 502e bataillon de chars,,.

## Opérations de débarquement soviétiques le 14 février
La situation sur le front de Narva tourne à la catastrophe pour la Wehrmacht à la mi-février. Le front de Leningrad avait formé deux têtes de pont au Nord et au Sud de l'autoroute de Tallinn, la plus proche d'entre elles à quelques centaines de mètres de celle-ci. Le groupe d'armées Narwa risquait directement d'être assiégé. La défense de l'autoroute n'était tenue que par de petites unités d'infanterie formées des divisions de campagne de la Luftwaffe, appuyées par des chars Panther tous les quelques centaines de mètres le long de l'autoroute. Ils tentent d'obscurcir l'observation directe de la route en plaçant des branches d'épinettes le long de celle-ci, cependant, cela n'empêche pas l'artillerie soviétique de maintenir la route sous un bombardement constant. La foi du groupe d'armées Narwa, que la défense pouvait continuer ainsi, commença à diminuer,,.

### Opération de débarquement à Meerapalu
Voyant l'état du front, Hitler ordonne que la 20e division SS estonienne composée de volontaires soit remplacée sur le front de Nevel et transportée sur le front de Narva,. L'arrivée de la division estonienne coïncide avec l'opération de débarquement préparée par le flanc gauche du front de Leningrad jusqu'à la côte Ouest du lac Peïpous, à 120 kilomètres au sud de Narva. La 90e division de fusiliers soviétique s'empare de l'île de Piirissaar au milieu du lac le 12 février, avec pour objectif la ville estonienne de Tartu. La division estonienne est placée à la tête de pont de Yershovo sur la côte Est du lac Peipus. Le 374e régiment de fusiliers soviétique traverse le lac Peïpous le 14 février, s'empare du village côtier de Meerapalu lors d'une attaque surprise et forme une tête de pont. Des unités soviétiques supplémentaires attaquant de l'autre côté du lac sont détruites par 21 bombardiers en piqué allemands Junkers Ju 87,. Le lendemain, les unités soviétiques sont expulsées de la côte Ouest par le 1er bataillon du 45e régiment SS de Grenadier Estland et un bataillon de Prusse-Orientale du 44e régiment de Grenadier. Des sources estoniennes estiment que les victimes soviétiques se comptent par milliers,. Un bataillon du 44e régiment de Grenadier regagne l'île de Piirissaar le 17 février.

### Opération de débarquement à Mereküla
Pour briser la dernière résistance, simultanément à la préparation de l'opération de débarquement de Meerapalu, Govorov ordonne à la 260e brigade d'infanterie navale indépendante de se préparer à une attaque amphibie contre l'arrière allemand à Narva. Il s'agissait d'une unité d'élite, spécialement entraînée pour un assaut amphibie. Ils sont transportés sur le front de Narva par une unité navale de 26 navires. Les troupes doivent attaquer depuis le golfe de Finlande, débarquant à plusieurs kilomètres derrière les lignes allemandes près de la colonie côtière de Mereküla. La première compagnie doit détruire le chemin de fer et la gare d'Auvere, la deuxième compagnie doit occuper le chemin de fer à l'Est d'Auvere, et la troisième compagnie doit couvrir le flanc gauche et faire sauter le pont ferroviaire à l'Est d'Auvere. Des sources estoniennes affirment que comme instructions pour une action ultérieure, le major Maslov ordonne le massacre de civils,. Une autre unité amphibie devait débarquer après eux. Cependant, le contre-espionnage estonien avait acquis des données sur une opération amphibie qui se préparait à débarquer à Mereküla en 1939. En préparant la ligne Panther en 1944, les Allemands placèrent leur artillerie sur la batterie côtière construite par l'armée estonienne spécifiquement contre un tel débarquement. Les 517 soldats débutent leur opération le 14 février, débarquant directement devant l'artillerie côtière allemande. Le régiment Norge et les gardes-côtes, appuyés par trois chars Tiger, réagissent rapidement. Alors que l'artillerie de la 2e armée de choc placée près d'Auvere échoue à lancer son attaque à l'heure convenue en sept heures et demie de combats acharnés, la tête de pont soviétique est anéantie,.

## Offensive de Narva, 15-28 février
Le général Ivan Fediouninski prend la 13e division de fusiliers de la réserve pour soutenir l'offensive du 30e corps de fusiliers de la Garde visant la station d'Auvere le 15 février. Soutenue par des tirs nourris, la 45e division de fusiliers de la Garde perce de nouveau la voie ferrée à 500 mètres à l'Ouest de la gare d'Auvere, mais une puissante attaque de bombardiers en piqué allemands les immobilise. Le chemin de fer de Tallinn, alimentant les environs de Narva, est coupé de deux endroits, menaçant d'encercler la IIIe SS-Panzerkorps au Nord-Est. Au cours de l'action, le 30e corps de fusiliers de la Garde perd 7 773 soldats et cesse d'exister en tant qu'unité apte au combat. Des unités du groupe d'armées Narwa, soutenues par des chars, continuent à contre-attaquer, arrêtant l'avancée du corps de fusiliers soviétique,.
En tant qu'autre réserve, Fediouninski amène le 124e corps de fusiliers le 20 février, le renforçant par l'artillerie des divisions détruites. Malgré une forte résistance de la 61e division d'infanterie allemande, le corps de fusiliers monte une puissante frappe derrière la voie ferrée. Johannes Frießner précipite ses forces vers le Sud contre l'avance du 124e corps de fusiliers. La 61e division d'infanterie allemande et la Panzergrenadier-Division Feldherrnhalle, soutenues par le 502e bataillon de chars lourds, repoussent le corps de fusiliers vers le fleuve dans une bataille rangée. Après l'offensive, le 30e corps de fusiliers de la Garde soviétique affaibli est remplacé par le 10e corps de fusiliers. La 214e division et un bataillon estonien coupent une division de fusiliers du reste de leurs forces le 28 février. Le 43e corps de fusiliers soviétiques rétablira plus tard la situation.

## Destruction des têtes de pont soviétiques au nord de Narva
La division estonienne arrive dans la semaine suivant le 13 février, au plus fort des combats autour de Narva. Pour renforcer la défense allemande au nord, la division, renforcée par des Estoniens nouvellement enrôlés, est rattachée au IIIe SS-Panzerkorps. Ils doivent défendre la ligne contre la 378e division de fusiliers, le 340e bataillon de mitrailleuses et le 803e régiment d'artillerie Zenith à la tête de pont de Riigiküla, à sept kilomètres au nord de la ville de Narva. Steiner déploie la division dans la bataille le 20 février. Les unités soviétiques avec une grande expérience du Siège de Léningrad avaient un nombre important de femmes dans leurs rangs. La retraite était interdite sous peine de mort. Étant la principale direction d'attaque soviétique pour le moment, les Estoniens fortifièrent frénétiquement la ligne avec des champs de mines, des barbelés et un grand nombre de pièces d'artillerie à travers le fleuve au Nord de la tête de pont. Le terrain était bien connu de certains Estoniens, car un terrain d'entraînement au fusil de l'armée était situé à l'endroit exact avant la guerre. La division estonienne fait séparer la tête de pont de Riigiküla de la tête de pont de Siivertsi le 21 février. L'échec de leurs attaques suivantes montrera clairement que les attaques directes étaient impossibles à cause des batteries de l'autre côté de la rivière. Au lieu de cela, les tactiques « roulantes » sont appliquées, apprises par les officiers estoniens du Collège de la défense nationale estonienne avant la Seconde Guerre mondiale. Cela signifiait percer de petits pelotons de choc dans les tranchées soviétiques qui étaient impossibles à repérer par l'artillerie. Il est question d'honneur national d'anéantir la tête de pont soviétique le 24 février, jour de l'indépendance de l'Estonie. La tête de pont soviétique est renforcée avec le 1078e régiment de fusiliers, augmentant le nombre de défenseurs à 776 avec 14 canons d'assaut. Le commandement de l'Armée rouge est convaincu que les tirs d'artillerie bien placés ripostent à toutes les attaques possibles. Le 2e bataillon du 46e régiment SS de Grenadier dirigé par le Hauptsturmführer Rudolf Bruus (en) et l'artillerie allemande semblent commettre un assaut direct tandis qu'un peloton de la 6e compagnie dirigé par Rein-Oskar Männik se jette dans les tranchées soviétiques. Au début, les Soviétiques résistent à l'assaut, mais après avoir manqué de grenades à main, sont contraints de battre en retraite sur le cours d'eau gelé,.
La tâche suivante est la destruction de la tête de pont de Siivertsi-Vepsküla à quatre kilomètres au Nord de Narva, défendue par 1 100 soldats de la 378e division de fusiliers avec 20 canons d'assaut. L'attaque est commandée par le Standartenführer Paul Vent. Le 45e régiment SS de Grenadier attaque directement la tête de pont le 29 février. Simultanément, le 46e régiment SS de Grenadier, dans sa tentative d'attaque par le flanc gauche, s'heurte aux fortifications soviétiques et traverse un champ de mines. Alors que le 1er bataillon du 46e régiment perd presque tous ses officiers, l'Unterscharführer Harald Nugiseks (en) intervient en tant que chef de l'attaque. Il change immédiatement de tactique, chargeant la fourniture de grenades à main sur des traîneaux afin que les attaquants n'aient pas à ramper pour chercher les fournitures sur le champ de mines. Les grenades à main étant passées le long des tranchées, la tête de pont est enfoncée depuis le nord par la tactique « roulante ». Le 24e régiment SS de Panzergrenadier Danmark capture le cimetière de Siivertsi en attaquant depuis la banlieue nord de Narva,, mais échoue à détruire un point fort de mitrailleuses soviétiques à l'intérieur d'un monument de granit massif érigé en l'honneur des soldats péris du mouvement Blanc de l'Armée du Nord-Ouest pendant la guerre d'indépendance de l'Estonie. Finalement, les mitrailleurs seront tués par lance-flammes. Un autre point fort de la mitrailleuse établit dans l'épave d'un char Tiger est détruit par Ago Loorpärg avec un canon de 45 mm,.
La tête de pont soviétique est coincée dans quelques centaines de mètres de berge autour des ruines de la colonie de Vepsküla le 5 mars. Lors d'une attaque surprise du 1er bataillon du 45e régiment SS de Grenadier, la tête de pont est divisée en trois parties,. Une petite tête de pont soviétique encore laissée sur la rive Ouest est nettoyée par le 2e bataillon du 46e régiment SS de Grenadier le 6 mars.
Les revers sur le front de Narva sont une mauvaise surprise pour la direction du front de Léningrad, qui l'impute à l'arrivée de la division estonienne. Les deux camps se précipitent pour chercher des renforts,. La 59e armée est amenée à Narva et le 8e corps de fusiliers estoniens placé sous le commandement du front de Leningrad.

## Offensives soviétiques en mars

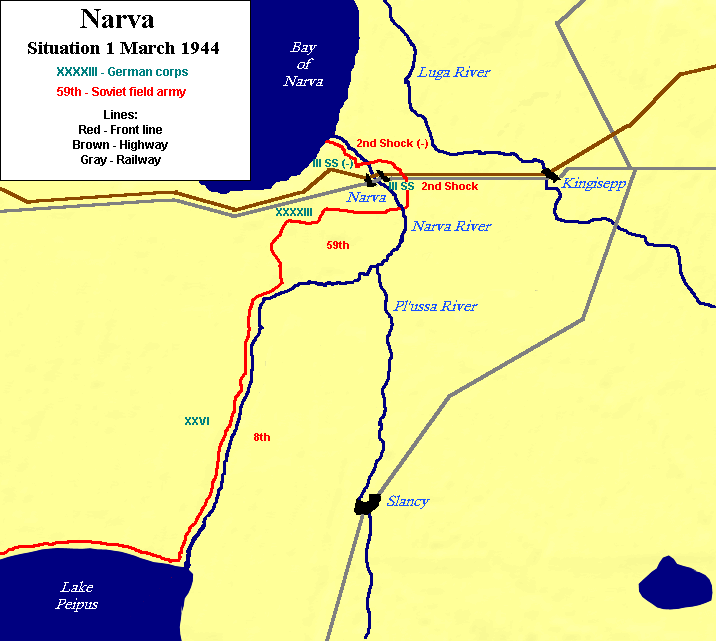
Situation au 1er mars 1944.

### Offensive de Narva,1er-4 mars
Le 1er mars, la 59e armée soviétique nouvellement arrivée, soutenue par le feu de 2 500 canons d'assaut et de plus de 100 chars, attaque la 214e division d'infanterie depuis la tête de pont de Krivasoo à vingt kilomètres au Sud-Ouest de Narva. L'objectif de l'attaque est la route de liaison la plus proche dans le village de Kuremäe. Après trois jours de bataille acharnée, l'armée soviétique perce la défense et avance vers l'autoroute de Jõhvi. La 59e armée encercle les points forts de la 214e division d'infanterie, et les 658e et 659e bataillons de l'Est estoniens, qui continuent de résister. Le lieutenant-général Ivan Korvnikov, responsable de la 59e armée soviétique, retarde l'avance, se référant au manque de soutien de l'artillerie et à la pénurie de main-d'œuvre. Cela donne le temps à Frießner de déplacer toutes les forces disponibles et d'arrêter l'avance soviétique. Les pertes allemandes dans ces batailles se compte en milliers,. Un régiment soviétique de la 2e division de fusiliers tente un assaut surprise sur le lac Peïpous pour s'emparer de la route longeant la rive nord du lac le 2 mars. Jusqu'à 500 d'entre eux seront tués par la 225e division d’infanterie,. Des unités de la 59e armée mènent des attaques depuis la tête de pont de Krivasoo le 4 mars.

### Offensive de Narva, 6-24 mars
Le 6 mars, la nouvelle offensive soviétique de Narva débute par le raid aérien sur Narva et le segment de neuf kilomètres de l'autoroute de Tallinn relié à la ville. Les explosifs, attachés à la cible principale, le pont sur le fleuve Narva est explosé. La vieille ville de style baroque est rasée par 200 avions larguant 3 600 bombes, laissant aucun bâtiment intact. La nuit suivante, un autre raid aérien suit à la tête de pont d'Ivangorod, sur la rive opposée du fleuve. Les habitants locaux ayant été évacués des deux villes, il n'y aura pratiquement aucune victime civile. Les principales victimes seront les unités allemandes restées dans les villes et de nombreux équipements militaires seront perdus. Au matin du 8 mars, l'aviation soviétique et l'artillerie de la 2e armée de choc tirent 100 000 obus et grenades sur les trois régiments allemands affaiblis qui défendent la ville. L'opération poursuit l'assaut de la 30e division d'infanterie de la Gardes et de nombreux chars, en se concentrant sur la 4e brigade SS de Panzergrenadier Nederland. Govorov réalise que la ligne Narva ne peut être violée avant que la tête de pont allemande sur le côté Est du fleuve ne soit annihilée. Le 11 mars, un assaut lourd est ordonné contre les ruines du domaine de Lilienbach à deux kilomètres au Nord-Est de Narva, défendues par le 49e régiment SS de Panzergrenadier De Ruyter. Après un duel d'artillerie entre la brigade Nederland et les unités soviétiques avançant, l'attaque se transforme en de violents combats au corps à corps entre l'infanterie soviétique et le régiment De Ruyter. Après plusieurs heures de combat acharné, le 30e corps de fusiliers de la Garde avait subi suffisamment de pertes pour se replier. Govorov a décidé de déplacer l'objectif de l'offensive de Narva au nord de la ville.

### Nord de Narva
Le 8 mars, trois divisions du 14e corps de fusiliers attaquent les positions de la division estonienne à Siivertsi, à cinq kilomètres au Nord de Narva. L'artillerie du corps de fusiliers estoniens est placée sous leur commandement. Pour la première fois, des Estoniens s'affrontent dans un combat fratricide sur le fleuve Narva. Des haut-parleurs sont installés du côté soviétique, appelant les Estoniens du côté allemand à changer de camp. Le 17 mars, après un bombardement massif des positions de la division estonienne, et 500 morts au sein du 1256e régiment de fusiliers, les Soviétiques parviennent à établir une tête de pont sur la rive Ouest du fleuve à huit kilomètres au nord de Narva. Aidés par l'artillerie du IIIe Panzerkorps, les mitrailleurs estoniens, placés le long de la berge, dégagent la tête de pont la nuit suivante. Les trois divisions du 14e corps de fusiliers sont détruites et les restes réformés à l'arrière.

### Bombardements soviétiques contre les villes estoniennes
L'aviation soviétique à long rayon d'action, subordonnée directement au quartier général des forces armées soviétiques, s'était engagée à bombarder les principales villes estoniennes de Petseri, Tartu et la capitale nationale Tallinn.
Le plus lourd des assauts aériens ont lieu à Tallinn, le 9 mars. Une semaine auparavant, le maire de Tallinn avait donné l'ordre aux citadins de quitter la ville, mais l'évacuation échoua. L'ampleur de l'attaque dépassait les attentes de la population locale et du quartier général du groupe d'armées Nord. Un bombardement composé de 300 avions IL-4 lançant 3 068 bombes, dont 1 725 explosives et 1 300 incendiaires, a infligé de lourds dégâts à la ville. Les pompiers disposaient que peu d'eau, car les saboteurs soviétiques avaient fait sauter la station de pompage de la ville avant le raid aérien. Les dommages militaires demeurent mineurs, avec quelques installations militaires et magasins de fournitures détruits. La principale perte militaire fut la combustion d'un million de litres de carburant dans le dépôt de carburant. Parmi les entreprises ayant une certaine importance militaire, l'usine de contreplaqué « Luther » et l'usine de câbles « Urania-Werke » ont été détruites. La plupart des bombes sont tombées sur les habitations et les bâtiments publics, notamment le théâtre d'Estonie, l'église Saint-Nicolas, la synagogue de la ville, quatre cinémas et les archives de la ville de Tallinn avec leur collection de documents médiévaux. Une grande partie des faubourgs en bois a brûlé et le centre-ville a subi d'importants dégâts. Selon le bilan officiel, 757 personnes ont été tuées, dont 586 civils, 50 militaires et 121 prisonniers de guerre. 213 avaient des blessures graves, 446 des blessures mineures. Parmi les blessés se trouvaient 65 militaires et 75 prisonniers de guerre. Plus tard, des victimes seront retrouvées dans les décombres, portant le nombre de décès à environ 800. Plus de 20 000 personnes se retrouvèrent sans abri lors du dégel printanier, tandis que les cibles militaires étaient presque intactes,.
Un bombardement contre Tartu mené dans la nuit précédant le 26 mars détruit des habitations et des bâtiments publics du centre-ville et tue 67 citoyens. Petseri est bombardé toute la nuit avant le 1er avril, causant de graves dommages à la ville et au monastère de la Sainte Dormition, et tuant le hiéroconfesseur Macarius, évêque de Malovishery, qui sera déclaré martyr par l'Église orthodoxe russe.
En ce qui concerne le nombre élevé de victimes civiles et les faibles dommages causés aux installations militaires et stratégiques dans les villes, les bombardements soviétiques sont menés principalement pour détruire le moral de la résistance des civils locaux,,. Indépendamment des intentions soviétiques, le nombre élevé de victimes civiles des raids accroit considérablement l'hostilité du public estonien envers l'armée soviétique. Le 27 février, un raid aérien soviétique touche des enfants jouant dans la cour de l'école de la paroisse de Luunja, tuant quatre d'entre-eux. La date de leur enterrement se transforma en journée commémorative nationale, accompagnée du poème Uus Heroodes (« Hérode moderne ») publié par Henrik Visnapuu,. De plus en plus d'Estoniens ressentiront le besoin de lutter contre l'avancée soviétique,. Un slogan sera écrit sur les ruines du théâtre d'Estonie, citant:

« Varemetest tõuseb kättemaks ! (La vengeance sortira des ruines !) »

Le slogan deviendra le titre du journal de la division estonienne.

### Fin de l'offensive
Le 17 mars, les six divisions, véhicules blindés et artillerie du 109e corps de fusiliers soviétiques et du 6e corps de fusiliers nouvellement amenés poursuivent l'offensive soviétique, attaquant la 61e division d'infanterie affaiblie pour défendre la gare d'Auvere. L'objectif de l'offensive est le quartier général du corps sur les monts Sinimäed près de l'autoroute de Tallinn, à quinze kilomètres à l'Ouest de Narva. La défense du 162e régiment de grenadiers, qui s'était constituée d'un ensemble de postes entre les collines et la voie ferrée, est ébranlée par les tirs préparatoires massifs et l'attaque aérienne. Le 930e régiment soviétique franchit la ligne de défense amincie de la 61e division d'infanterie jusqu'à la voie ferrée, poussant vers le quartier général allemand. Les six chars soviétiques T-34 sont détruits par les deux chars Tiger du lieutenant Carius, forçant l'infanterie soviétique à se retirer. Le 22 mars, la 61e division d'infanterie repousse dix assauts soviétiques,. Le même jour à Ivangorod, les troupes de l'Armée rouge anéantissent la 5e compagnie du régiment De Ruyter et font irruption à l'arrière de celui-ci. Les troupes du quartier général du régiment SS attaquent la force soviétique de 150 hommes, les détruisant dans de violents combats et reprenant les tranchées du régiment,. À la fin de l'offensive de Narva le 24 mars, la 2e armée de choc avait perdu sa préparation au combat pour des opérations plus importantes. Selon une estimation estonienne, l'armée dénombre les pertes suivantes : 150 000 soldats morts ou blessés. Le 24 mars, Govorov demande à la Stavka l'autorisation de passer du mode offensif à défensif sur le front de Narva. Le groupe d'armées Narwa avait perdu environ 30 000 hommes.

## Offensive de Strachwitz

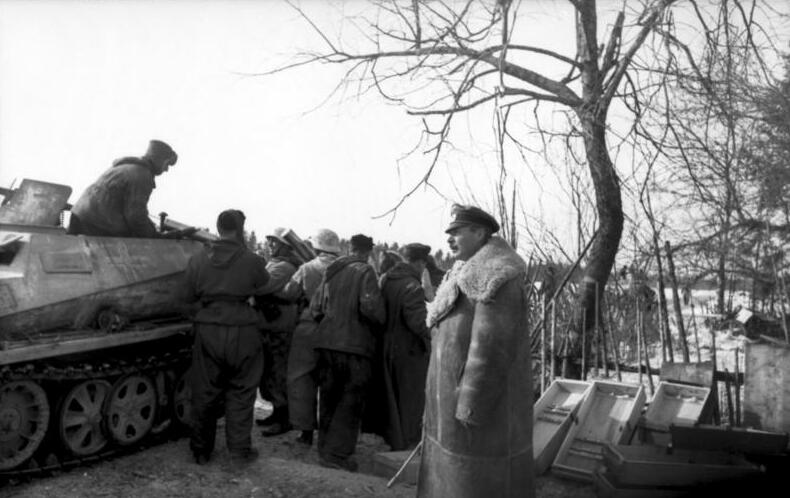
Strachwitz et ses soldats avant l'offensive, 21 mars 1944.

Le haut commandement des forces armées allemandes concevait une offensive après un long moment sur le front de l'Est, en choisissant Narva comme emplacement. Profitant de la situation favorable, les commandants du groupe d'armées Narwa se sont regroupés, prévoyant de détruire la tête de pont de Krivasoo. Le 26 mars, le groupement tactique de Strachwitz (les 170e, 11e et 227e divisions d'infanterie et chars allemands) cible les flancs du 109e corps de fusiliers soviétique au sud de la voie ferrée de Tallinn. L'assaut est appuyé par une frappe aérienne. Le commandant de char Hyacinth Graf Strachwitz von Groß-Zauche und Camminetz considérait les chars lourds Tiger inutiles pour opérer dans le marais, exploitant à la place les chars Panther plus légers. Les grenadiers de Prusse-Orientale ont suivi, pénétrant les positions fortifiées du corps de fusiliers soviétique. Le « comte blindé » encourageait personnellement les assaillants, conduisant son véhicule tout-terrain pour décorer les plus courageux avec des croix de fer, du chocolat et du cognac au milieu des combats les plus acharnés,. À la fin de la journée, la 72e soviétique et une partie du 109e corps de fusiliers dans le « sac Ouest » de la tête de pont étaient encerclés.
Comme Strachwitz l'avait prédit, le corps de fusiliers contre-attaqua le lendemain. Il est repoussé par le 23e régiment de Grenadier de Prusse-Orientale, infligeant de lourdes pertes au corps de fusiliers soviétique. De petites unités de chars en deux groupes traversent les lignes du corps de fusiliers à plusieurs endroits, divisant les têtes de pont en deux moitiés. Des combats aériens féroces suivent, avec 41 bombardiers en piqué allemands abattus. Attaquant par petits pelotons, la moitié Ouest de la tête de pont est détruite le 31 mars, faisant 6 000 morts parmi les fusiliers soviétiques.
Les défenseurs du « sac est » de la tête de pont de Krivasoo, défendue par le 6e et le 117e corps de fusiliers soviétiques, sont déconcertés par l'attaque du groupe de combat de Strachwitz le 6 avril, dans l'intention de laisser l'impression de vouloir les couper du flanc Ouest. L'assaut réel viendra directement de la 59e armée depuis la gare d'Auvere, initiant par un bombardement intense. La forêt dans les positions de la 59e armée est enflammée et bombardée par des bombardiers en piqué. Dans le même temps, la 61e division d'infanterie et l'escadron de chars de Strachwitz pénètrent profondément dans la défense de la 59e armée, séparant les deux corps de fusiliers l'un de l'autre et les forçant à se replier sur leurs fortifications. Govorov est indigné par la nouvelle, envoyant la 8e armée fraîchement redéployée. Leur tentative de couper les chars Tigre I de leur arrière est repoussée par le lieutenant Günther Famula en gardant la route vers les approvisionnements ouverte,. Le 7 avril, Govorov ordonne de passer en mode défensif sur le front de Narva. La 59e armée, ayant perdu 5 700 autres soldats à toutes fins utiles, est retirée de la tête de pont. Strachwitz reçoit la croix de chevalier de la croix de fer avec feuilles de chêne, glaives et brillants, et devient le onzième homme de l'histoire à être décoré de cette récompense le 15 avril.
La 8e armée repousse l'attaque allemande du 19 au 24 avril. Les Allemands perdent 2 235 soldats (morts et capturés) dans l'offensive, tandis que le total des pertes allemandes en avril s'élèvent à 13 274, toutes causes confondues. Les pertes soviétiques en avril sont inconnues, mais sont estimées par Mart Laar à au moins 30 000 hommes. Les pertes ont épuisé les forces des deux côtés. Pour mai et juin, le front stagne à l'exception de l'artillerie, de l'air, de l'activité des tireurs d'élite et des affrontements entre pelotons de reconnaissance.

## Offensives de Narva, mai et juin
Le 12 mai, une bataille a lieu près d'Auvere. La 112e division d'infanterie allemande compte 272 soldats de l'Armée rouge tombés sur le champ de bataille,. Le 7 juin, des centaines de canons soviétiques couvrent tout le front de Narva sur près de 11 kilomètres. La 13e armée de l'Air rencontre une opposition minimale de la Luftwaffe. Une attention particulière est portée aux positions du régiment Danmark. Alors que la fumée du bombardement se dissipait, l'infanterie soviétique attaqua par vagues successives. Une brèche s'est créée au sein de l'artillerie de la brigade néerlandaise, tandis que les soldats de l'Armée rouge avançaient. En poussant à travers le feu, les troupes soviétiques ont atteint les positions du régiment Danmark qui devient le lieu de violents combats. Au cours des jours suivants, les Danois parviennent à tenir leurs positions contre l'Armée rouge. Le 12 juin, la 2e armée de choc utilise des unités plus importantes pour attaquer les positions allemandes dans le secteur du IIIe SS-Panzerkorps, des XXVIe et XXXXIIIe corps d'armées à Ivangorod. Ce jour-là, à l'avant-poste « Sunshine » au Sud-Est de la tête de pont de Narva, le sous-officier Danois Egon Christophersen sauve littéralement le front principal, lorsqu'avec une petite troupe d'assaut il mène une contre-attaque contre d'anciennes tranchées allemandes qui avaient été saisies par les Russes, provoquant un combat au corps-à-corps. Christophersen et ses hommes ont ensuite défendu les positions contre tous les attaquants, permettant aux lignes allemandes brisées de se reconsolider et de tenir. Christophersen recevra la Croix de chevalier. L'attaque repoussée par les forces allemandes provoquera 800 morts soviétiques.
Les combats ont duré encore deux semaines sans aucune avancée substantielle de part et d'autre. Le 16 juillet, les forces de l'Armée rouge trouvent leur chemin dans les tranchées du régiment Danmark. L'attaque est repoussée à la tombée de la nuit. Dans l'après-midi du 20 juillet, l'armée de l'Air soviétique mène une attaque en cinq vagues sur le port de Mustvee, blessant 40 à 50 membres de la flottille allemande sur la côte Ouest du lac Peïpous.
Tout en poursuivant les attaques sur le front de Narva, la Stavka avait commencé à chercher ailleurs sa percée. Une nouvelle offensive, nommée Bagration, en l'honneur du maréchal russe de l'ère napoléonienne, est lancée le 22 juin contre le groupe d'armées Centre.

## Offensive de Narva, 24-30 juillet

### Préparatifs soviétiques
Pour le début de l'offensive soviétique de Narva le 24 juillet, la plupart des unités et de l'artillerie soviétiques sont concentrées sur la tête de pont de Krivasoo au Sud. Les objectifs opérationnels soviétiques sont la gare d'Auvere défendue par la 20e division SS de Grenadier (estonienne n° 1) et la colonie de Sirgala défendue par la 11e division d'infanterie de Prusse-Orientale au Nord-Ouest de la tête de pont soviétique. La première attaque de la 8e armée doit être menée par les 117e et 122e corps de fusiliers. Le reste de la 8e armée comprend les 124e et 112e corps de fusiliers. Leur objectif est de percer la défense allemande de la gare, tandis que la 2e armée de choc se fixe comme objectif de percer la défense du IIIe SS-Panzerkorps stationné sur le fleuve au Nord de Narva. La 2e armée de choc comprend les 131e et 191e divisions de fusiliers, le 109e corps de fusiliers, le 8e corps de fusiliers estonien, deux brigades d'artillerie, la 328e division d'artillerie lourde séparée, quatre régiments de lance-roquettes, le 760e régiment antichar et 62 véhicules blindés. Les deux armées doivent encercler et détruire le IIIe SS-Panzerkorps,. Dans l'assaut préparé, l'artillerie soviétique a une supériorité octuple sur son homologue allemande,. L'armée de l'Air soviétique se compose de 546 bombardiers contre 49 bombardiers en piqué allemands,. L'effectif permanent de la tête de pont de Krivasoo monte à 46 385 soldats Soviétiques contre les 17 100 Allemands à la défense de la gare d'Auvere,. Cependant, la force soviétique n'était pas au courant de la ligne Tannenberg récemment construite, accordant au côté allemand un élément de surprise.

### Préparatifs allemands
Le succès soviétique en Biélorussie et en Ukraine amène le haut commandement des forces armées allemandes à proposer un retrait du groupe d'armées Narwa et de la 18e armée sur la ligne entre Riga et Daugavpils à 400 kilomètres au sud de Narva. Le but des officiers est de garder le front de bataille aussi court que possible et d'utiliser les troupes disponibles en Ukraine. Le 12 juillet, le commandant du détachement de l'armée, le général d'infanterie Johannes Frießner, propose le plan à Hitler, dont la réaction est de tenir jusqu'au bout ou de mourir sur la ligne Narva. Simultanément, le quartier général allemand dispose de données de renseignement sur le front de Léningrad se préparant à l'offensive de Narva. Le groupe d'armées Nord n'avait plus de réserves. Ignorant l'ordre d'Hitler, Frießner ordonne la construction d'une nouvelle ligne défensive, la ligne Tannenberg (Tannenbergstellung), avec les principales défenses situées sur les trois collines du monts Sinimäed à quinze kilomètres à l'ouest de Narva. Le 21 juillet, Frießner demande la permission de se retirer sur les positions préparées. Hitler craignant que la volonté de résistance finlandaise n'en pâtisse, il informe le haut commandement finlandais de ses plans. Constatant que le retrait vers une nouvelle ligne ne pose pas de problème pour eux, Hitler donne l'ordre de battre en retraite.

### Bataille d'Auvere
Dans la matinée du 24 juillet, l'assaut soviétique débute avec 30 à 50 batteries tirant 17 000 obus et grenades (2 000 tonnes), infligeant des pertes importantes au 45e régiment SS Estland dans le domaine d'Auvere et au 44e régiment de Prusse-Orientale dans la colonie de Sirgala. Après deux heures de tirs d'artillerie préparatoires, les deux régiments sont attaqués par les airs. Trois bombardiers allemands et huit soviétiques sont abattus en combat aérien. Sous couvert d'artillerie, le 122e corps de fusiliers soviétique et une brigade de chars percent les positions de Prusse-Orientale, tandis que le 117e corps de fusiliers encercle le régiment estonien,, qui se reforme dans une défense circulaire. Relevés par une compagnie de chars Panther et de trois lance-roquettes Nebelwerfer, les Estoniens lancent une contre-attaque,. Les Prussiens de l'Est sont sauvés par le mouvement rapide de l'artillerie derrière eux, dégageant leurs positions précédentes des Soviétiques,. Les forces du 117e corps de fusiliers atteignent le quartier général du 1er bataillon du régiment Estland qui parvient à résister par des tirs de mitrailleuses en défense circulaire,. Le soutien des armes antichars de la 14e compagnie et l'aide de la 11e division SS Nordland ont permis de s'emparer de la ligne de front principale pour revenir sous le contrôle du régiment estonien,. Les tentatives ultérieures des 117e et 122e corps de fusiliers de percement seront repoussées de la même manière, leur faisant perdre 3 000 hommes, par rapport à la perte de 800 soldats du groupe d'armées Narwa.
L'attaque soviétique à Auvere et Sirgala force le IIIe SS-Panzerkorps à un retrait précipité de leurs positions dans la tête de pont d'Ivangorod sur la rive opposée de Narva. La 8e armée soviétique menaçait d'atteindre la ligne Tannenberg avant les Allemands,.

### 2earmée de choc traversant le fleuve Narva

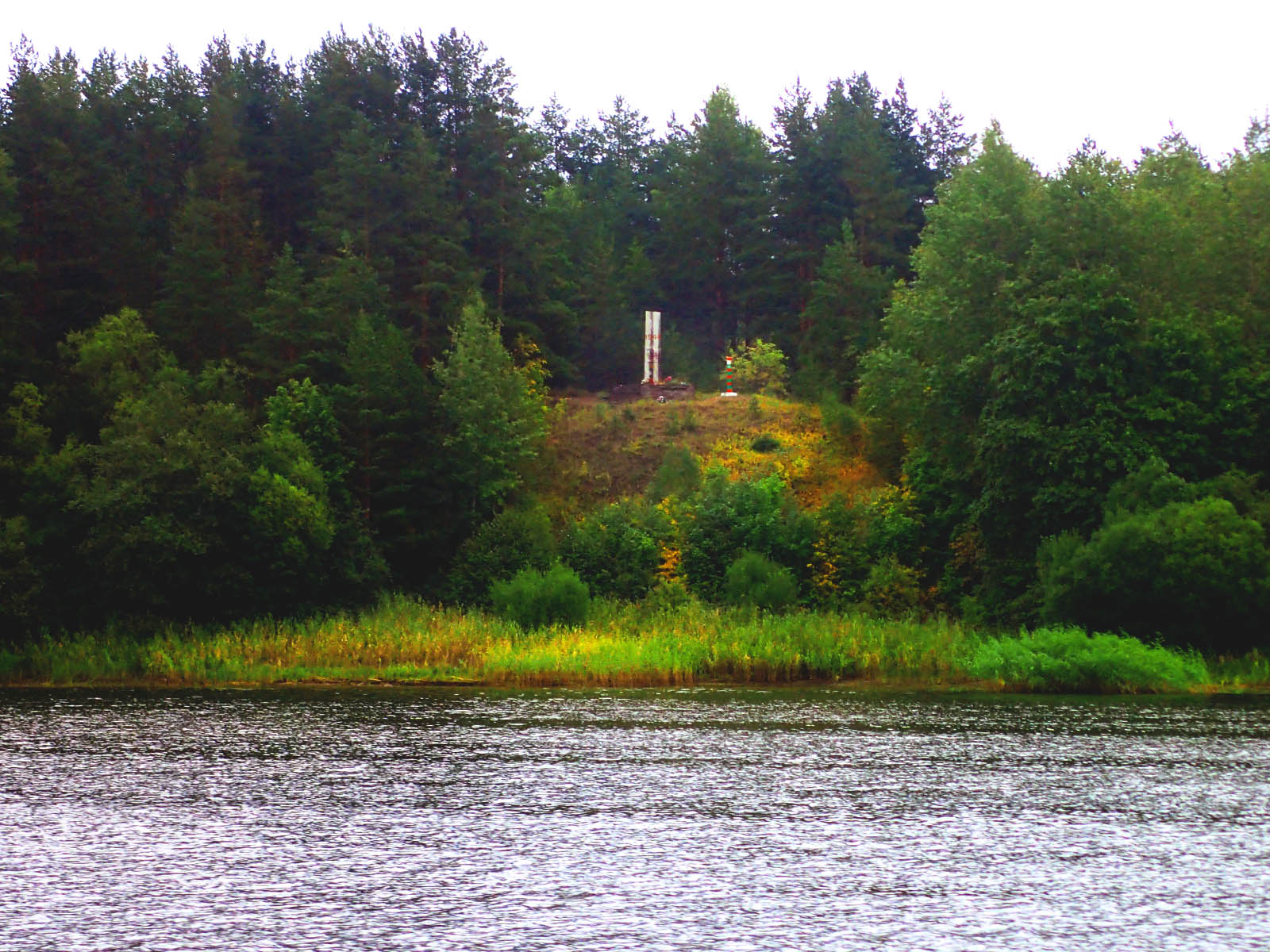
Le mémorial du poste de commandement de la 2e armée de choc en 2015.

Le matin du 25 juillet 1944, les canons d'assaut soviétiques tirent 280 000 obus et grenades sur les positions de la division estonienne de l'autre côté du fleuve Narva, qui couvraient le flanc droit du IIIe Panzerkorps. La densité des canons d'assaut s'étale de 160 par kilomètre sur toute la ligne de front. Le choc fit s'effondrer les tranchées de part et d'autre de la ligne de front. Après la frappe d'artillerie, les bombardiers et les canons d'assaut sont intervenus pour détruire les points forts restants. Les régiments du 131e et du 191e corps de fusiliers reçoivent l'ordre de traverser le fleuve sur des bateaux et des radeaux, accompagnés de « Svyaschennaya Voyna » et de l'hymne de l'Union soviétique joué dans les haut-parleurs. Les canons d'assaut et les mitrailleuses de la 20e division SS ainsi que les bombardiers en piqué détruisent les premières tentatives de la 2e armée de choc, jusqu'à ce que les Estoniens soient à court de munitions. Le centre de l'attaque soviétique se déplace vers le 46e régiment SS. Désordonné, celui-ci est obligé de battre en retraite  au carrefour de Peeterristi, sur l'autoroute à neuf kilomètres à l'extérieur de Narva. La retraite ouvre l'accès aux Soviétiques derrière le corps d'armée en fuite. La 131e division de fusiliers avance vers l'autoroute, tandis que la 191e division de fusiliers se tourne vers le sud en direction de Narva pour couper la route aux Allemands.

### Défense du retrait allemand le long de l'autoroute de Tallinn
L'avance soviétique le long du fleuve jusqu'à Narva se heurte au 2e bataillon du 47e régiment SS. Le major Alfons Rebane avait sauvé le détachement du bombardement soviétique en leur ordonnant de creuser de nouvelles tranchées la nuit précédente. Visant les positions du 2e bataillon selon leurs données, l'artillerie de la 2e armée de choc avait touché des tranchées vides. En infligeant de lourdes pertes à la 191e division de fusiliers, le bataillon empêche les Soviétiques de se rendre à Narva. Alors que la 131e division de fusiliers menace de couper le bataillon de Rebane et le 46e régiment SS à cinq kilomètres à l'Ouest, Rebane déplace son segment avant d'un kilomètre vers la gauche. Les assauts des 556e et 546e régiment de fusiliers seront repoussés avec de lourdes pertes par les Estoniens rassemblés pour défendre la route par le domaine d'Olgina.
Dans le domaine de Peeterristi, à neuf kilomètres de Narva, le major Friedrich Kurg rassemble les 180 soldats restés du 2e bataillon du 46e régiment SS pour maintenir la 131e division de fusiliers à l'écart de l'autoroute et contre-attaqua. La Luftflotte 1 est déployée dans les airs pour couvrir le IIIe SS-Panzerkorps en retraite. Malgré leurs efforts, les 137 avions allemands seront submergés par les 800 aéronefs de plus que compte la 13e armée de l'Air soviétique. Souffrant de la quasi-destruction du 46e régiment SS de Grenadier, la ligne de défense conjointe estonienne avec le 2e bataillon du 47e régiment SS de Grenadier, à quelque quatre kilomètres à l'Ouest, résiste à l'attaque soviétique, tandis que le IIIe SS-Panzekorps bat en retraite et traverse le pont de Narva jusqu'à la ligne Tannenberg. Derrière eux, le corps détruit la route avec des machines spécifiques.
Les unités allemandes n'ayant pas réussi à battre en retraite exactement selon le calendrier convenu, font immédiatement face à de lourds assauts soviétiques,. L'unité principale allemande en retraite vers la ligne Tannenberg qui en payera le prix est composée de 700 soldats du 48e régiment SS de Panzergrenadier General Seyffardt,. Dans la nuit précédant le 26 juillet, le régiment est le dernier à quitter Narva, alors que les Soviétiques prenaient déjà le contrôle de l'autoroute à l'arrière et leurs véhicules blindés traversaient le pont de Narva. Les Hollandais du 2e bataillon du 49e régiment SS de Panzergrenadier De Ruyter ; couvrant la retraite du 48e régiment General Seyffardt, sont sauvés de l'encerclement par le 1er bataillon du régiment De Ruyter. Encerclé dans les marécages entre l'autoroute et la voie ferrée, le régiment General Seyffardt en retraite fut coincé par les chasseurs-bombardiers des forces aériennes soviétiques et anéanti par la 191e division de fusiliers,,.
En général, le retrait est achevé à bien selon les plans allemands. Le régiment De Ruyter commence à établir des positions sur le flanc gauche (Nord) de la ligne Tannenberg, la 20e division SS au centre et la 11e division SS Nordland sur le flanc droit (Sud). L'Armée rouge capture Narva, mettant fin aux combats de six mois pour la prise de la ville. Bien que célébrant leur victoire, l'objectif principal soviétique – l'encerclement de la IIIe SS-Panzerkorps et la destruction du groupe d'armées Nord – n'a pas été atteint.

## Pertes
Selon les données du quartier général des forces armées soviétiques, les pertes du front de Léningrad en janvier et février 1944 est de 56 564 morts ou disparus et de 170 876 blessés ou malades. Le front de Léningrad a perdu également 462 véhicules blindés et 260 bombardiers au cours de la période. La part des batailles autour de Narva est inconnue. L'historien estonien Mart Laar estime que, compte tenu de la durée de l'opération, environ la moitié des pertes peuvent être imputées à la bataille de Narva. Selon son récit, du 1er mars au 14 septembre, le front de Léningrad a perdu 76 301 soldats morts ou disparus et 303 291 blessés ou malades lors de la campagne de Narva. On estime que la moitié des pertes s'étalent entre mars et avril. En excluant les pertes de l'opération Narva, du 24 au 30 juillet 1944 (comptabilisées dans les pertes de la bataille de la ligne Tannenberg), les estimations de Laar concernant les pertes soviétiques dans la bataille pour la tête de pont de Narva totalisent environ 65 000 morts ou disparus et 235 000 blessés ou malades. Les chiffres collent avec l'estimation du chercheur soviétique F. I. Paulman, déclarant que la 2e armée de choc a perdu plus de 30 000 soldats en février. Le général de division Rodin fournit un récit différent, proposant 6 033 morts ou disparus et 7 144 comme blessés ou malades pour le front de Leningrad dans la campagne de Narva, mais Laar contesta ces chiffres, insistant sur le fait qu'ils n'ont aucun sens car le rapport entre les morts et le nombre blessé varie généralement de 1 / 3 à 1 / 4.
Le groupe d'armées allemand Narwa a perdu 23 963 soldats morts, blessés et disparus au combat en février 1944. Au cours des mois suivants jusqu'au 30 juillet 1944, 34 159 soldats allemands supplémentaires seront perdus, dont 5 748 morts et 1 179 disparus au combat. Le total des pertes allemandes dans la bataille pour la tête de pont de Narva est estimé à 12 000 morts, disparus ou capturés et 46 000 blessés ou malades.

## Ordre de bataille

### Forces soviétiques
Depuis le 1er mars 1944
Front de Léningrad – Général d'armée Leonid Govorov
- 2e armée de choc – Lieutenant-général Ivan Fediouninski
  - 43e corps de fusiliers – Général de division Anatoli Andreïev
  - 109e corps de fusiliers – Major-général Ivan Alferov
  - 124e corps de fusiliers – Major-général Voldemar Damberg
- 8e armée – Lieutenant-général Filipp Starikov (en)
  - 6e corps de fusiliers – Major-général Semion Mikoulski
  - 112e corps de fusiliers – Major-général Filipp Solovev
  - 115e corps de fusiliers – (QG sans troupes affectées au 1er avril 1944)
- 59e armée - Lieutenant-général Ivan Korovnikov
  - 117e corps de fusiliers – Major-général Vassili Troubatchev
  - 122e corps de fusiliers – Major-général Panteleimon Zaïtsev

Corps et divisions séparés :
- 8e corps de fusiliers estoniens – Lieutenant-général Lembit Pärn[49]
- 14eecorps de fusiliers – Major-général Pavel Artiouchenko
- 30e corps de fusiliers de la Garde – Lieutenant-général Nikolai Simoniak (en)
  - 45e division de fusiliers de la Garde
  - 63e division de fusiliers de la Garde
  - 64e division de fusiliers de la Garde

Attaché aux 31e, 46e, 260e et 261e corps de chars lourds de la Garde et au 1902e régiments d'artillerie automoteurs
- 124e division de fusiliers – Colonel Paptchenko[51]
- 3e corps d'artillerie de percée – Major-général N. N. Jdanov
- 3e corps de chars de la Garde – Général de division I. A. Vovtchenko

### Forces allemandes
Formations militaires subordonnées au groupe d'armées Narwa (depuis le 1er mars 1944)
- XXVIe corps d'armée – Général d'infanterie Anton Grasser
  - 11e division d'infanterie
  - 58e division d'infanterie
  - 214e division d'infanterie
  - 225e division d'infanterie
  - 3e régiment de gardes-frontières estoniens (au 15 avril)
- XXXXIIIe corps d'armée – Général d'infanterie Karl von Oven
  - 61e division d'infanterie
  - 170e division d'infanterie
  - 227e division d'infanterie
  - 60e Feldherrnhalle Panzergrenadier-Division
  - Régiment de Grenadier Gnesen
- IIIe (germanisches) SS-Panzerkorps – Obergruppenführer Felix Steiner
  - 11e division SS Nordland
  - 4e brigade SS Nederland
  - 20e division SS (estonienne n° 1)

Détachements séparés :
- Secteur Est, Défense côtière – Lieutenant-général Alfons Luczny
  - Régiment estonien Reval
  - Police auxiliaire estonienne
    - 29e bataillon de police estonien
    - 31e bataillon de police estonien
    - 32e bataillon de police estonien

  - 658e bataillon de l'Est (estonien)
  - 659e bataillon de l'Est (estonien)

Autres unités militaires
- Commandement d'artillerie n° 113
- Haut commandement des pionniers n° 32
- 502e bataillon de chars lourds
- 752e bataillon antichar
- 540e bataillon d'infanterie spéciale (entraînement)